# Ischyropteron nigricaudatum
Ischyropteron nigricaudatum är en tvåvingeart som beskrevs av Jacques-Marie-Frangile Bigot 1889. Ischyropteron nigricaudatum ingår i släktet Ischyropteron och familjen borrflugor. Inga underarter finns listade i Catalogue of Life.